# コナミ名作シリーズ
コナミ名作シリーズ（コナミメイサクシリーズ）とは、コナミデジタルエンタテインメントが提供する携帯電話向け有料コンテンツ「コナミネットDX」で2006年から配信が開始された、NTTドコモのFOMA端末向けのiアプリのシリーズ。2007年からはSoftBank 3G端末向けS!アプリ、au端末向けBREWアプリとしても配信が開始された。

## 概要
コナミが過去にファミリーコンピュータやMSXなどで発売したレトロゲームのうち、好評だった作品のリメイク移植で構成されている。アクションゲームを主に移植されており、一部の作品は携帯電話に合わせ操作方法などが変更されている場合もあるが、ほぼ原作のゲームと遜色ない出来となっている。現在はiモード用サイト、Yahoo!ケータイ用サイト、EZweb用サイトで提供されており、対応機種は基本的にFOMA90xシリーズ以降専用、SoftBank 3G専用、BREWに限定されている（作品によっては一部の機種で動作不可の場合がある）。ただし、現在『夢大陸アドベンチャー』と『グリーンベレー』のみmova505以上やFOMA70xシリーズ（iアプリ）、256K（S!アプリ）にも対応している。

## シリーズ
S!アプリ版とBREW版はアプリごとの課金にも対応し、1アプリ315円（税込）（『グリーンベレー』のみ210円（税込））で売り切り購入できる。
1. コナミワイワイワールド （i: 2006年4月5日配信開始、S!: 2008年7月16日配信開始、BREW: 2009年1月15日配信開始）
1988年に発売されたファミリーコンピュータ用アクションゲームの移植。版権上の問題から、登場キャラクターが一部変更されている。
対応機種: i: 900シリーズ以上、S!: 256K/3G、BREW: 3.1/4.0
2. 愛戦士ニコル （i: 2006年4月26日配信開始、S!: 2008年6月18日配信開始、BREW: 2008年8月7日配信開始）
1987年に発売されたディスクシステム用アクションゲームの移植。当初は901シリーズ以上専用であったが、2007年1月16日よりN900、P900、SH900シリーズに対応した。同じFOMAでもD901以前やF901以前など、一部の機種には2008年現在対応していない。
対応機種: i: 703以降/90x（一部機種を除く）、S!: 3GC（一部機種を除く）、BREW: 3.1/4.0
3. 夢大陸アドベンチャー （i: 2006年5月31日配信開始、S!: 2007年3月14日配信開始、BREW: 2007年9月28日配信開始）
1986年に発売されたMSX用アクションゲームの移植。
対応機種: i: 505/506/70x/90xシリーズ、S!: 256K/3G、BREW: 2.1/3.1
4. 悪魔城すぺしゃる ぼくドラキュラくん （i: 2006年6月30日配信開始、S!: 2007年4月2日配信開始）
1990年に発売されたファミリーコンピュータ用アクションゲームの移植。iアプリ版は容量の関係から前編と後編の2つのアプリに分かれている。
対応機種: i: 900シリーズ以上、S!: 3G
5. 悪魔城伝説 （i: 2006年8月1日配信開始）
1989年に発売されたファミリーコンピュータ用アクションゲームの移植。
対応機種: i: 900シリーズ以上
6. スペースマンボウ （i: 2006年9月1日配信開始、S!: 2007年3月1日配信開始、BREW: 2008年8月7日配信開始）
1989年に発売されたMSX用シューティングゲームの移植。
対応機種: i: 703以降/90x（一部機種を除く）、S!: 3GC（一部機種を除く）、BREW: 3.1/4.0
7. グリーンベレー （i: 2006年9月29日配信開始、S!: 2007年3月1日配信開始、BREW: 2009年10月1日配信開始）
1987年に発売されたディスクシステム用アクションゲームの移植。元は1985年に発売されたアーケードゲーム。
対応機種: i: 505/700/900/901/902シリーズ、S!: 256K/3G、BREW: 3.1/4.0
8. バイオミラクル ぼくってウパ （i: 2006年11月1日配信開始）
1988年に発売されたディスクシステム用アクションゲームの移植。
対応機種: i: 900シリーズ以上
9. パロディウス 〜タコは地球を救う〜 （i: 2006年12月1日配信開始、S!: 2007年5月1日配信開始）
1988年に発売されたMSX用シューティングゲームの移植。
対応機種: i: 900シリーズ以上、S!: 3GCシリーズ
10. グラディウス2 （i: 2006年12月29日配信開始、S!: 2007年7月2日配信開始、BREW: 2008年6月12日配信開始）
1987年に発売されたMSX用シューティングゲームの移植。
対応機種: i: 900（D900iを除く）/901/902/903シリーズ、S!: 3GCシリーズ、BREW: 3.1/4.0
11. エスパードリーム （i: 2007年2月1日配信開始、S!: 2008年7月16日配信開始、BREW: 2008年8月7日配信開始）
1987年に発売されたディスクシステム用アクションロールプレイングゲームの移植。
対応機種: i: 703以降/90x（一部機種を除く）、S!: 3GC（一部機種を除く）、BREW: 3.1/4.0
12. スーパー魂斗羅 （i: 2008年3月5日配信開始）
1990年に発売されたファミリーコンピュータ用アクションゲームの移植。元は1988年に発売されたアーケードゲーム。
対応機種: i: 703以降/90x（一部機種を除く）